# Sanpei Shirato
Noboru Okamoto (岡本 登, Okamoto Noboru, Tóquio, 15 de fevereiro de 1932 - 8 de outubro de 2021), mais conhecido pelo pseudônimo Sanpei Shirato (白土 三平, Shirato Sanpei), foi um mangaká e ensaísta japonês conhecido por sua crítica social, bem como pelo realismo de seu estilo de desenho e dos personagens em seus cenários. Ele foi considerado um pioneiro do controverso movimento gekigá de mangáa voltado para adultos.
Filho do pintor proletário japonês Toki Okamoto, seu sonho de se tornar um artista igual a seu pai começou quando ele se tornou um artista Kamishibai. Ele também é conhecido por seu trabalho publicado nas primeiras edições da revista antologia de mangá Garo em 1964, que começou a publicar para serializar seu quadrinho Kamui.
É conhecido por suas críticas sociais, assim como seu estilo realista de desenho e os personagens em seus cenários. Filho do pintor japonês proletário Okamoto Tokile, Sanpei é considerado um pioneiro da gekiga. Seu sonho — tornar um artista de igualdade com seu pai — começou quando ele se tornou um artista de kamishibai

## Biografia
Na infância seu pai foi ativo no movimento da cultura proletária, sendo uma das poucas pessoas a ser fotografado com o cadáver torturado do líder proletário Kobayashi Takiji. Enquanto crescia, ele experimentou o rancor dos anos de guerra, e é dito que estas emoções desagradáveis saem na sociedade niilista retratados em suas obras.
Shirato desenvolveu seu estilo artístico através de imagens de teatro de papel (kamishibai) depois de terminar o ensino médio com 18 anos. Ele foi influenciada pelo Ukiyo-e do período pré-Meiji, mas diferiam em seu retrato de ação em um multi-painel "slow motion" estilo original de seu mangá. Seu estilo narrativo veio das técnicas de construção tensas inerente ao aspecto desempenho de kamishibai.. Shirato começou sua carreira como um mangaká profissional em 1957 com Ninja Bugeichō, um mangá histórico sobre ninjas que capturou a atenção dos estudantes e intelectuais da época. A Lenda de Kamui, a série publicada pela primeira vez em Garo, pode ser considerada sua obra mangá mais importantes e influentes. É a história de Kamui, um ninja que deixa uma organização que persegue e vê claramente a verdadeira natureza do período Edo e as discriminações que existiam no sistema feudal. As obras de Shirato são dramas históricos que incidem principalmente sobre ninjas, apresentam um registro histórico do Japão, e criticar a opressão, discriminação e exploração.
Muitas das obras Shirato são conhecidas por terem sido adaptadas como séries de anime e filmes, incluindo Samurai Kid inspirado no mangá Kaze no Ishimaru e Bugeichō Ninja, que foi adaptado por Nagisa Oshima como Ninja Bugeichō (Band of Ninja) em 1967, um filme incomum, consistindo apenas em imagens de mangá narrados (sem animação). Alguns trabalhos têm recebido atenção nos Estados Unidos, como A Lenda de Kamui (lançado no Brasil pela Editora Abril), que foi lançado em 1987 pela Viz Media, mas outros permanecem relativamente desconhecidos.

## Morte
Shirato morreu em 8 de outubro de 2021 aos 89 anos devido a uma pneumonia por aspiração. A notícia de sua morte foi anunciada pelo departamento editorial da Big Comic em 26 de outubro de 2021. Também foi relatado que seu irmão Tetsuji Okamoto (岡本 鉄 二 氏, Okamoto Tetsuji) morreu quatro dias depois de pneumonia intersticial.